# 旭川 (岡山県)
旭川（あさひがわ）は、岡山県を流れる一級河川で、旭川水系の本流である。県の中央部を流域とし、吉井川・高梁川と並び岡山三大河川の一つに数えられる。支流は146、それらを含めた河川総延長は821.9kmにのぼる。流域内人口は約34万人。

## 地理
岡山県真庭市蒜山上徳山（旧：真庭郡川上村大字上徳山）の朝鍋鷲ヶ山付近（蒜山高原）に源を発し、途中で新庄川、備中川、誕生寺川、宇甘川など146の支川を合わせながら、岡山県中央部を概ね南流している。岡山市北区三野付近で百間川を分派した後に岡山市の中心市街地を貫流して児島湾に注ぐ。途中に、湯原ダム、旭川ダム、旭川第二ダムが設けられている。

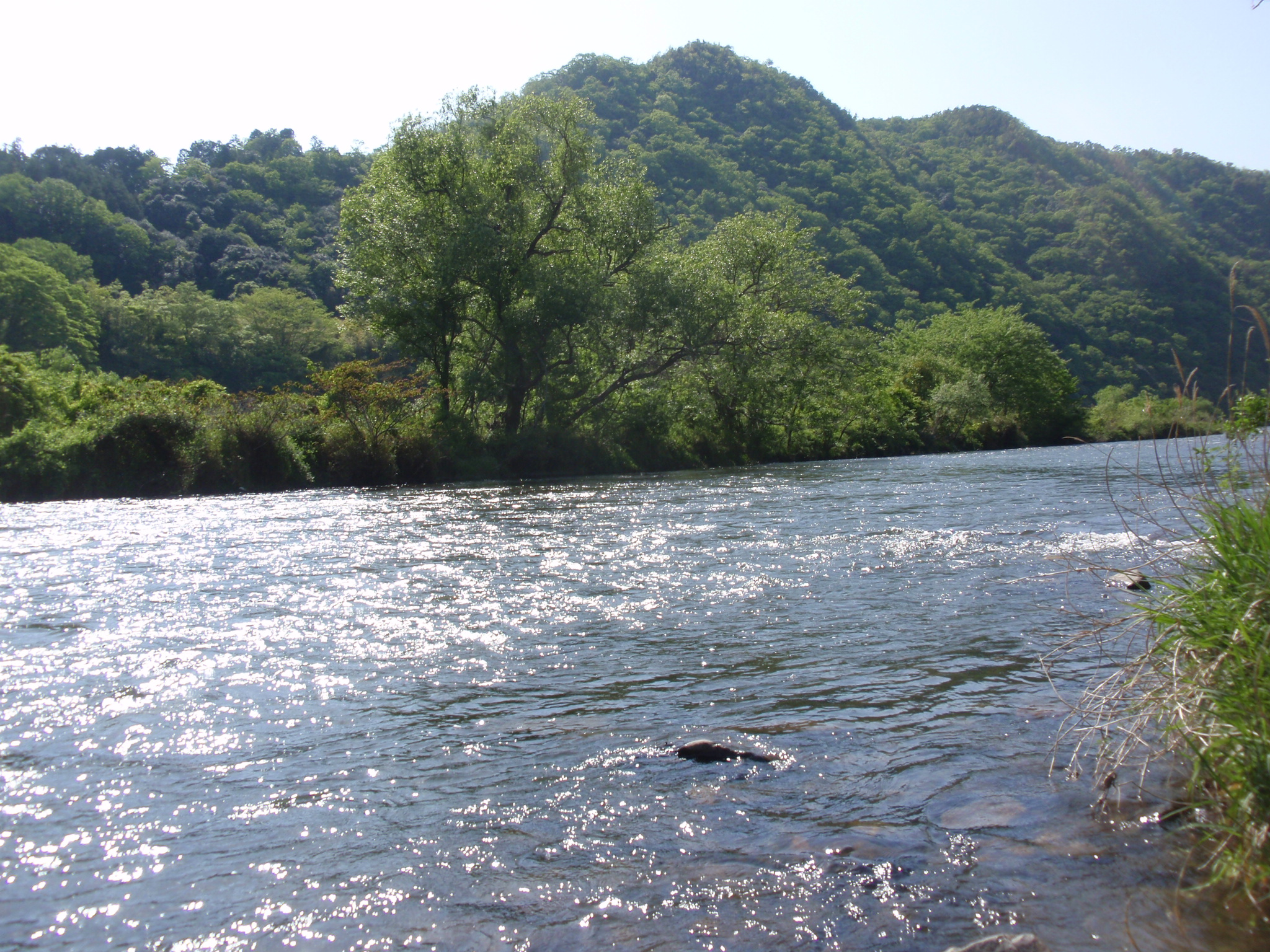
岡山市北区建部町川口の旭川

上流域では中国山地の山々を流れ深い谷を形成し、中流域では吉備高原のなだらかな丘陵地や扇状地性の盆地（落合盆地）などを形成しながら蛇行している。また、下流域では旭川の堆積作用および中世から現代にかけて盛んに行われた干拓によって岡山平野が形成されている。岡山市の中心市街地は山間部から開けた谷口から干拓によってできた低平地にかけて位置している。
旭川流域の年平均降水量は上流部で1,700 - 2,100mm程度と日本の平均年間降水量よりも多い。一方で中・下流部では温暖・少雨の瀬戸内海式気候のため、1,100mm - 1,300mm程度になっている。流域の土地利用は山林等が約88%、水田や畑地等の農地が約10%、宅地等の市街地が約2%となっている。

## 流域の自治体
岡山県
真庭市・久米郡美咲町・加賀郡吉備中央町・岡山市（北区・中区・南区）

## 歴史

### 古代から中世
源流に近い蒜山地方（真庭市蒜山）ではおよそ3万年ほど前の旧石器時代遺跡が存在し、遺跡の分布から縄文時代には川沿いに集落が立地していたとみられる。下流の岡山平野では旭川は龍ノ口山（岡山市中区）の西麓から複数に枝分かれする形で、現在の児島湾に注いでいた。児島湾は当時「吉備の穴海」と呼ばれ、操山（岡山市中区）や矢坂山（岡山市北区）の南麓が海岸線となっていた。
龍ノ口山西部の分岐点から東に分流した流路は、現在の高島地区を南東方向へ流れ、操山東部が河口であった。龍ノ口山西部の分岐点から南に分流した流路は、さらに東西に分かれ、一方は現在の八幡・原尾島・門田屋敷各地区あたりを南西方向へ流れ、後楽園東部をから現在の流路より少し東を蛇行しながら南流し、青江地区あたりが河口であった。もう一方の南流は現在の西川や市役所筋あたりを蛇行しながら南流し、大供あたりが河口であった。両分流に挟まれたデルタ地帯は大島原（大洲原）と呼ばれた。龍ノ口山西部の分岐点から西方へ分流した流路は、さらに南北へ分岐し、北流は現在の津島を西流し、笹ヶ瀬川と合流、吉備の中山東南部で海へ注いだ。一方、南流は現在の岡山駅北側の一帯を南西へ流れ、野田あたりに河口があったといわれる。現在の西川や座主川、観音寺用水などは、廃川後の旧河道を利用して作られている。
現在の岡山県総合グラウンド（岡山市北区）に位置する津島遺跡では、縄文～弥生時代の住居跡および水田跡が検出され、旭川からの水を導入した用水路の跡も検出されている。ヤマト王権を脅かすほどの強大な権力をもっていた吉備が存在していた古墳時代には、流域に数多くの古墳が築造された。奈良時代から鎌倉時代には平野の開墾が進み、大安寺荘や鹿田庄をはじめとした荘園が数多く開かれた。室町時代には、物資輸送の手段として高瀬舟の運行が始まっていた。

### 近世
戦国時代には、岡山平野の土地の広さと陸運・水運の利便性に目を付けた宇喜多直家が旭川下流のデルタである大洲原にあった小高い丘の岡山（芝岡山）・石山・天神山（天満山）の中の「石山」に本拠地を移し石山城を築城、子の秀家が「岡山」へ天守閣を移し石山城を取り込む形で岡山城を築城した（なお宇喜多氏以前に天神山にも城郭があった）。このとき城の防御のため、現在の八幡・原尾島・門田屋敷各地区へと南西に流れていた旭川の流路を、岡山城の北面から東面に添わせるように流路を蛇行させ、それまでの流路よりも西に付け替えた。その大きく蛇行させた流路と、上流域で盛んであったたたら製鉄のための樹木の伐採による山の荒廃、製鉄の工程である「鉄穴流し」による土砂の堆積により河床が上昇したことなどの要因によって、岡山城下では洪水に度々見舞われた。また変更した流路は、御野郡と上道郡の郡境であったため、現在の西河原・東川原・竹田地区などは当時は流路の西側に位置していたので御野郡に属していた。しかし流路の変更で東側となったが、郡域変更はされず御野郡のままであった。明治期における宇治村との合併により上道郡宇野村となった。
江戸時代に入り、岡山藩藩主の池田光政のもとに仕えていた陽明学者の熊沢蕃山が「川除けの法」を考案し、郡代・津田永忠によって百間川が開削された。百間川は操山の北麓に添うように流れ、東岡山地区から南流して児島湾に注ぐ、全長12.9km、川幅約200mの放水路である。津田永忠はこの後、旭川と百間川を結ぶ運河の役割をもたせた倉安川の開削や旭川流域の新田開発に着手し、沖新田などの大規模な干拓事業を指揮した。また、高瀬舟で木材や大豆、鉄などが運搬された。高瀬舟は初期の頃落合（真庭市落合町）から、その後美作高田（真庭市勝山地区）から岡山城下まで航行し、岡山城下の京橋付近をはじめ、久世、福渡、金川などに船着き場が設けられ、川湊として賑わいをみせた。干拓は藤田伝三郎らの手によって明治から昭和30年代まで継続され、旭川の流路は大きく南に延長された。

### 明治から現在まで
明治時代に入っても製鉄による「鉄穴流し」が行われ、土砂堆積による河床の上昇がみられていたため、幾度となく航路維持のため浚渫工事が行われていた。
しかし、1892年（明治25年）7月22日、台風接近に伴う暴風雨により堤防が決壊、流域が10日間以上にわたり海のようになった。児島湾の堤防を決壊させて排水を始めたものの、稲作が全く収穫できなくなるなどの被害が発生した。
利水面では、1905年7月に岡山市で全国8番目となる水道事業が開始され、治水面では内務省御雇いのオランダ人技師ローウェンホルスト・ムルデルの指導により昭和初期に桜橋（岡山市中区）以南にケレップ水制が建設された。しかしながら、依然として岡山市の中心部は度々洪水に見舞われ、1934年（昭和9年）9月には室戸台風による大雨によって旭川・百間川の堤防が決壊し、死者60人を数えるなど大きな被害を受けた。これを受けて百間川の増強計画、発電用としての湯原ダム・旭川ダムの建設計画が進められたが、第二次世界大戦に突入し、戦局の悪化とともにこれらの計画は中断した。戦後、中断していたダムの建設に着手し、1954年（昭和29年）に旭川ダムが、翌年には湯原ダムが相次いで完成した。1972年昭和47年7月豪雨に旭川は再び洪水に見舞われ、旭川ダムの再開発と湯原ダムの洪水調節機能の整備による多目的ダム化が実施された。
現在は1992年（平成4年）4月に改訂された工事実施基本計画を基に、改修が進められている。一方で近年では異常気象による渇水も発生し、1993年（平成5年）には湯原・旭川両ダムの貯水率がそれぞれ20%・50%を下回り、岡山市では史上初めて減圧給水が行われたほか、農林水産業の被害額が約142億円に上るなど、深刻な事態となった。2004年（平成16年）には台風16号による高潮が発生し、河口付近の住居が浸水する被害があった。

## 生態系
植物は、上流部には、スギやヒノキの人工林とミズナラ、コナラなどの広葉樹林が混在しており、一部にブナ林が残存している。中流部はアカマツ、コナラ、スギ・ヒノキ人工林、クヌギなどが混在している。下流部では、ヤナギ等の河畔林が形成されている。河口付近の干潟ではヨシ類が生えている。
動物は、源流部に、特別天然記念物のオオサンショウウオが生息し、上流部は清流を好むアマゴ、カジカ、スナヤツメなどが、湯原ダムには、コイ、ギンブナ等が生息し、カルガモやマガモ等のカモ類が飛来している。また、ニホンザルやイノシシ、ムササビなどもみられる。中流部は、旭川ダムのすぐ近くまでアユやサツキマスが遡上し、ヒドリガモ、マガモ等のカモ類が飛来する。下流部でアユ、ウナギ、メダカなどが、水際の植生周辺にはオヤニラミが生息し、アオサギ等のサギ類やカワセミ等が飛来している。その他、ムカシトンボやゲンジボタル、モリアオガエル、カジカガエル等が生息している。
支川の百間川上流部には、環境省レッドデータブックで絶滅危惧種に指定されている天然記念物アユモドキの生息が確認されている。

## 名称
旭川は時代や地域により、様々な名称が存在した。
旭川
現在の正式名称。『東備郡村志』によるとこの名前は『新古今和歌集』にある寂蓮法師の歌に由来する。上道郡宇治郷を流れるこの川は、春の湊と歌枕で有名な宇治の朝日山になぞらえて旭川と詠まれるようになったと思われる。
朝日川
上記の異字体。
簸川・蓑川・氷川
「ひのかわ」「ひかわ」と読み、主に古代においての呼び名。『東備郡村志』によると、この名は蓑山に由来し、蓑山から「寸簸川」（きびがわ）と呼ばれることとなり、略して「簸川・蓑川」となった。
西川
主に古代においての呼び名。『東備郡村志』によると、『平家物語』の藤戸合戦に関して、備前の西川尻に陣を取った記述がある。この西川は旭川のことを指すと思われる。
大川
主に古代においての呼び名。『東備郡村志』によると、岡山城のある辺りは大昔、海の中に浮かぶ島であり、「大島川」が省略されたものだと思われる。。
出石川
「いずしがわ」と読み、御野郡出石郷に由来する。
鹿田川
「しかだがわ」と読み、中世の鹿田庄に由来する。
伊福川
御野郡伊福郷に由来。
建部川
津高郡建部郷に由来。
上道川
上道郡もしくは同郡上道郷に由来。
居都川
上道郡居都郷に由来。
勝山川
勝山藩に由来。主に美作国域での呼び名。
高田川
美作国真島郡高田郷に由来。主に美作国域での呼び名。
久世川
美作国大庭郡久世郷に由来。主に美作国域での呼び名。

## 旭川水系の主要河川・湖沼
支流
- 新庄川
- 備中川
- 目木川
- 誕生寺川
- 宇甘川

分流
- 百間川（緊急放水路）

湖沼
- 湯原湖（湯原ダム湖）
- 旭川湖（旭川ダム湖）
- 白鳥湖（旭川第二ダム湖）

## 旭川水系の河川施設

### 河川施設一覧
| 一次 支川名 （本川） | 二次 支川名 | 三次 支川名 | ダム名       | 堤高 (m) | 総貯水 容量 (千m3) | 型式   | 事業者             | 備考 |
| -------------------- | ----------- | ----------- | ------------ | -------- | ------------------ | ------ | ------------------ | ---- |
| 旭川                 | －          | －          | 湯原ダム     | 73.5     | 99,600             | 重力式 | 岡山県・中国電力   | －   |
| 旭川                 | －          | －          | 社口ダム     | 16.2     | 960                | 重力式 | 中国電力           | －   |
| 旭川                 | －          | －          | 旭川ダム     | 45.0     | 57,382             | 重力式 | 岡山県             | －   |
| 旭川                 | －          | －          | 旭川合同堰   | －       | －                 | 可動堰 | 岡山県             | －   |
| 旭川                 | －          | －          | クラレ取水堰 | －       | －                 | 固定堰 | クラレ             | －   |
| 旭川                 | －          | －          | 新堰         | －       | －                 | 可動堰 | 岡山県・農林水産省 | －   |
| 旭川                 | －          | －          | 新地堰       | －       | －                 | 可動堰 | 岡山県             | －   |
| 備中川               | －          | －          | 北房ダム     | 35.3     | 1,140              | 重力式 | 岡山県             | －   |
| 宇甘川               | 竹谷川      | －          | 竹谷ダム     | 38.0     | 498                | 重力式 | 岡山県             | －   |
| 宇甘川               | 日山谷川    | －          | 河平ダム     | 38.5     | 769                | 重力式 | 岡山県             | －   |
| 宇甘川               | 加茂川      | －          | 鳴滝ダム     | 34.0     | 1,680              | 重力式 | 岡山県             | －   |

## 主な橋梁
- 旭川橋（山陽自動車道）
- 大原橋（岡山県道27号、全長433m）
- 新大原橋（同上、全長411m）
- 新幹線旭川橋梁（山陽新幹線）
- 岡北大橋（岡山県道96号）
- 旭川橋梁（JR山陽本線）
- 新鶴見橋（岡山県道402号）
- 鶴見橋（後楽園通り）
- 相生橋（県庁通り）
- 京橋（岡山県道28号）
- 中橋（同上）
- 小橋（同上）
- 新京橋（国道250号、全長362m）
- 桜橋
- 旭川大橋（国道2号岡山バイパス、全長340m）
- 岡南大橋（岡山県道45号岡山玉野線支線、全長469m）

## 並行する交通

### 鉄道
- JR西日本姫新線（中国勝山駅 - 美作落合駅間）
- JR西日本津山線（福渡駅 - 岡山駅間）

### 道路
- 国道482号 - 真庭市蒜山上徳山から真庭市蒜山下長田で並行
- 国道313号 - 真庭市蒜山下長田から真庭市落合垂水で並行
- 岡山県道30号落合建部線 - 真庭市落合垂水から岡山市北区建部町川口で並行
- 国道53号 - 岡山市北区建部町川口から岡山市北区御津野々口で並行

## 自然景勝地・名所・祭典

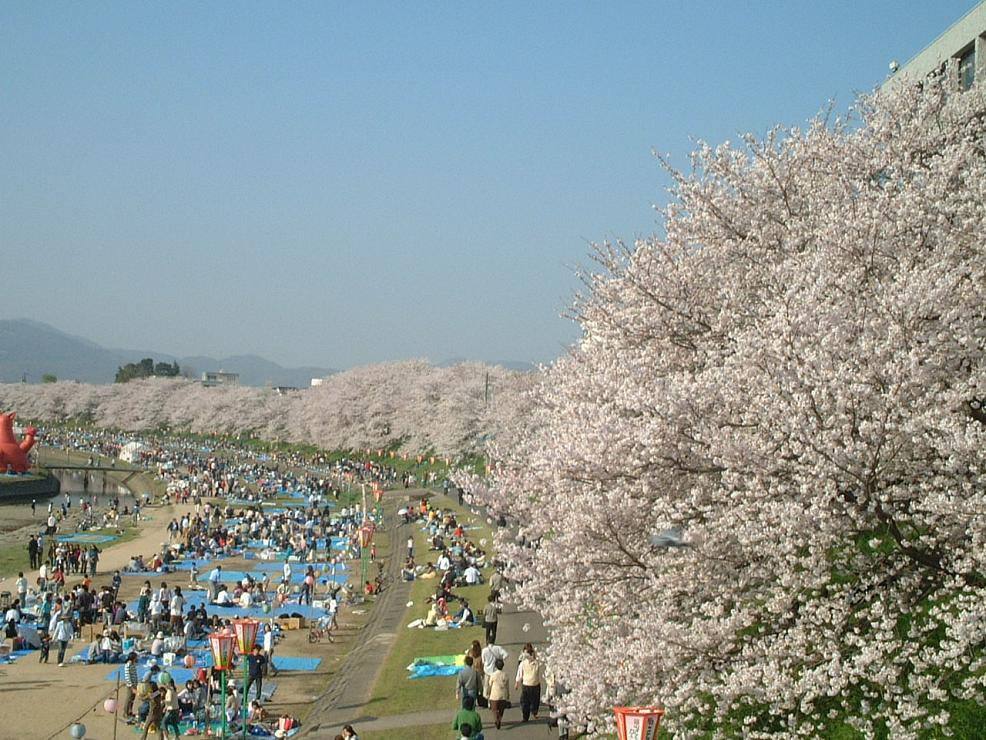
旭川さくらみち

- 湯原温泉（岡山県真庭市湯原温泉）
- 足温泉（岡山県真庭市都喜足）
- 真賀温泉（岡山県真庭市仲間）
- 神庭の滝（岡山県真庭市神庭）
- 八幡温泉郷（岡山市北区建部町建部上）
- 後楽園（岡山市北区後楽園）
- 岡山城（岡山市北区丸の内）
- 旭川さくらみち（岡山市中区浜～古京町）

## ギャラリー

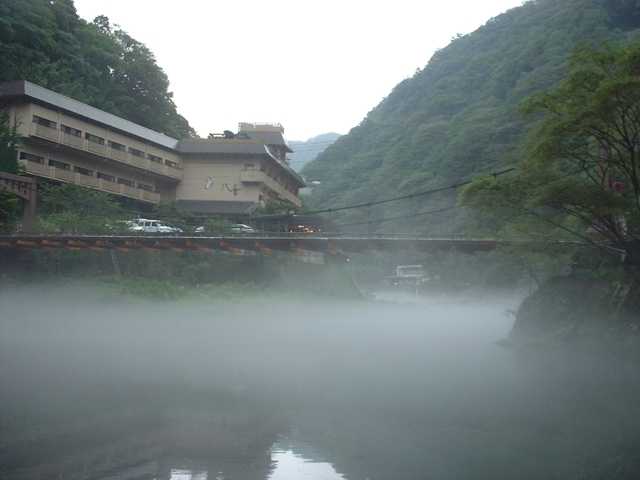
湯原温泉 旭川の湯煙
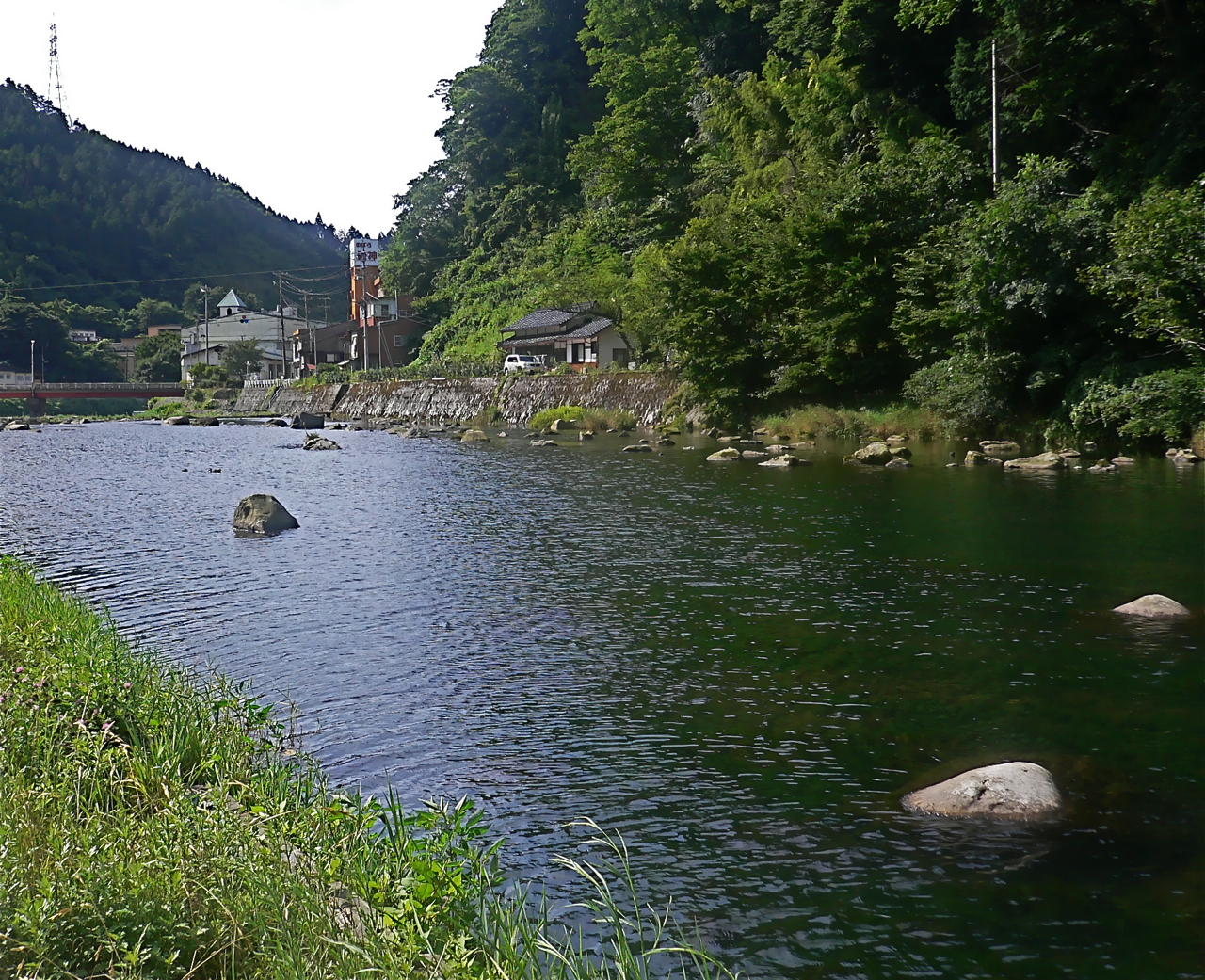
真庭市（旧湯原町）から下流方を望む
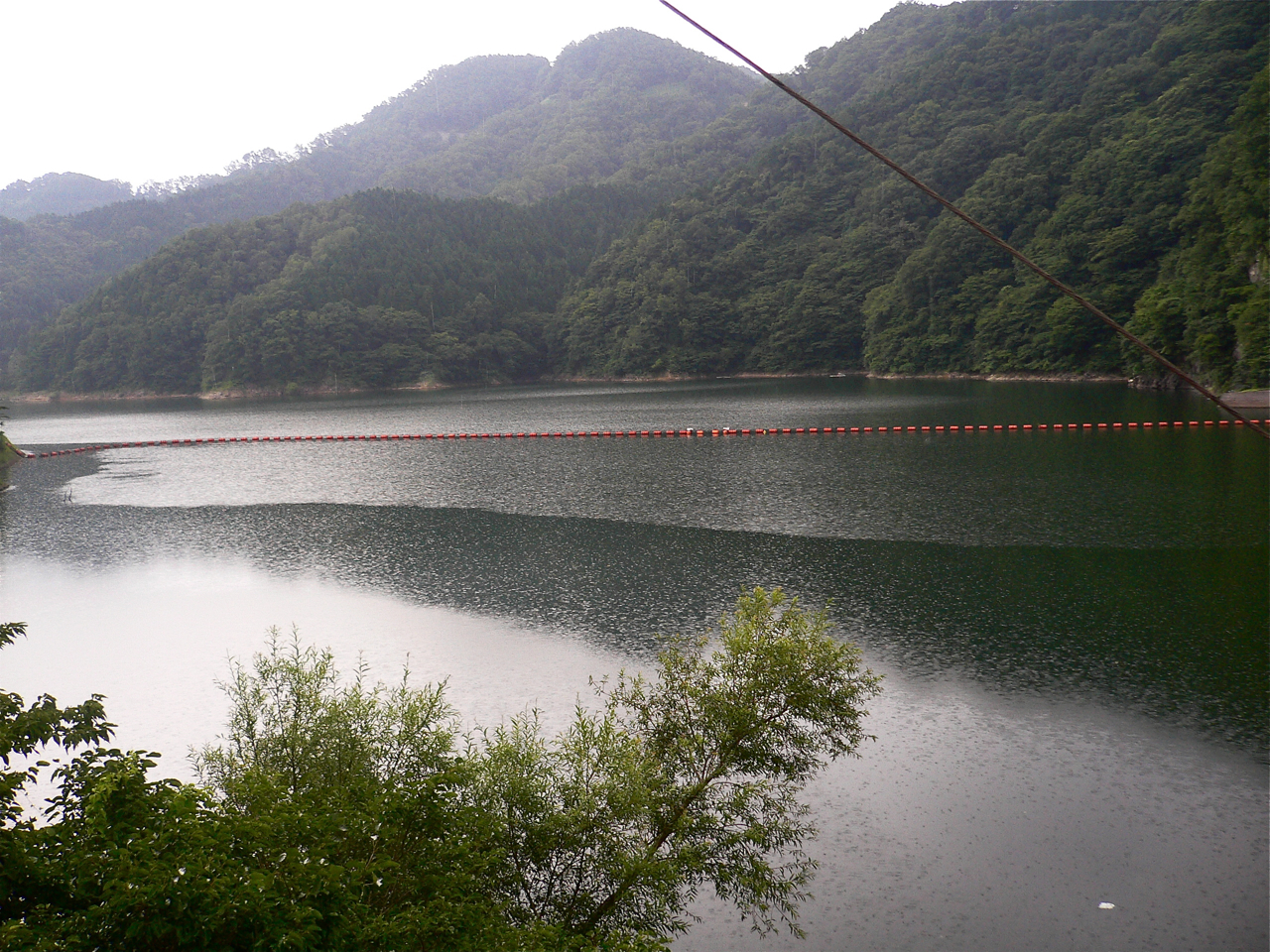
湯原湖
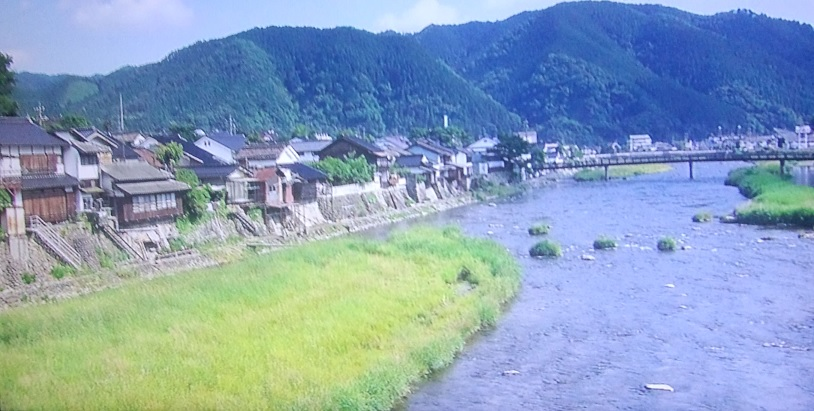
真庭市勝山町内を流れ行く旭川
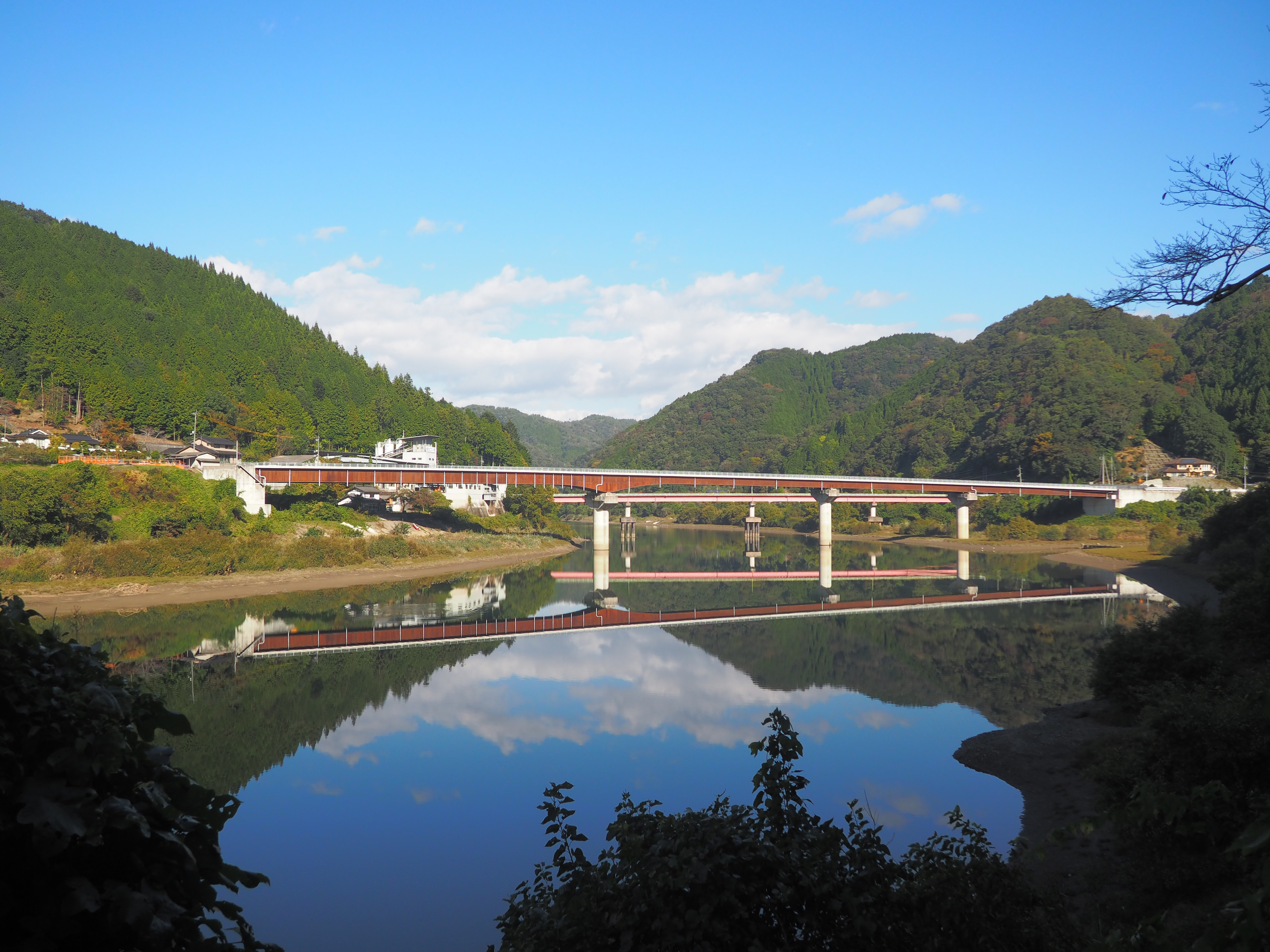
国道429号から篠平大橋を望む（美咲町）
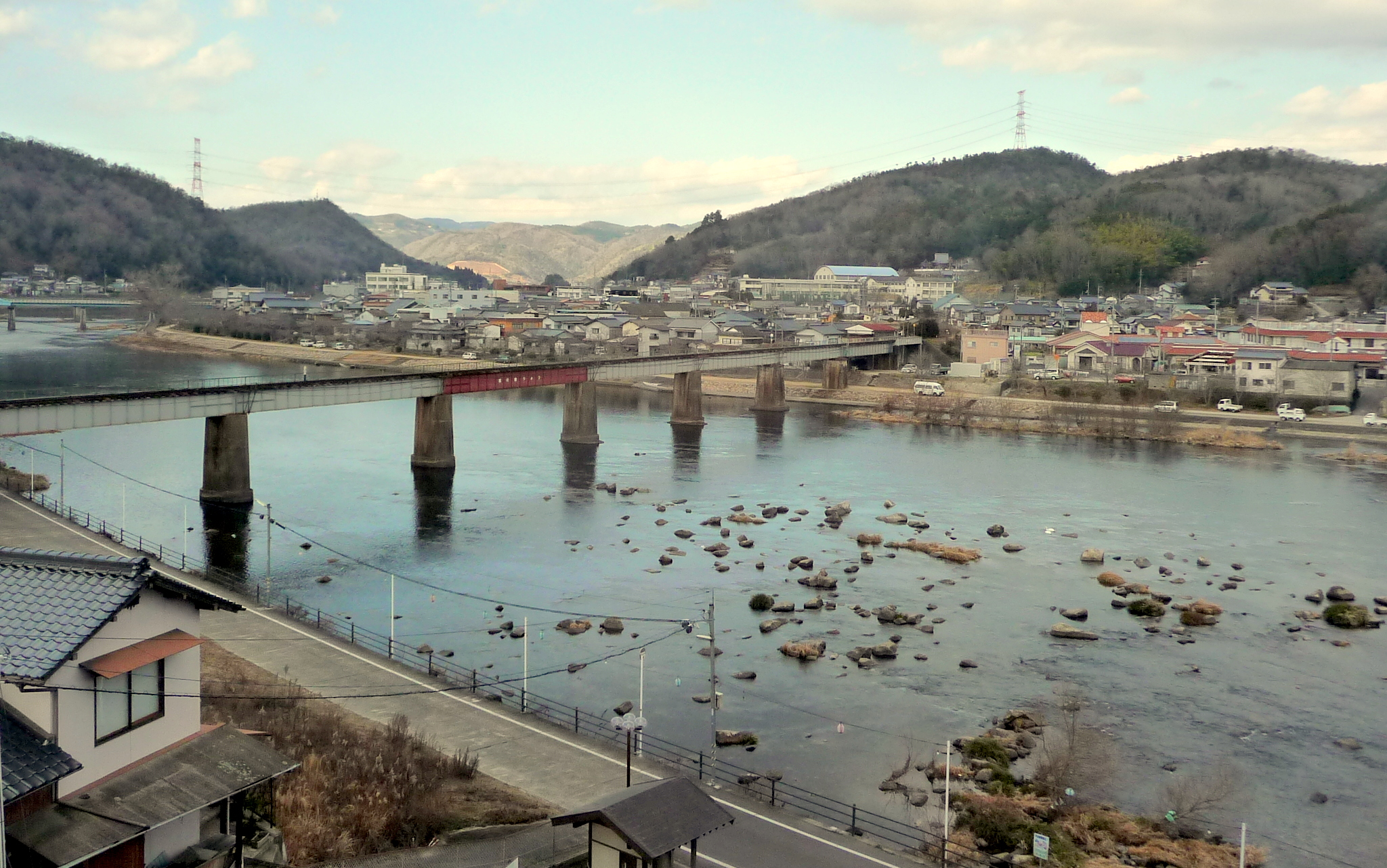
八幡温泉郷（岡山市北区建部町建部上）から福渡の町並みを望む
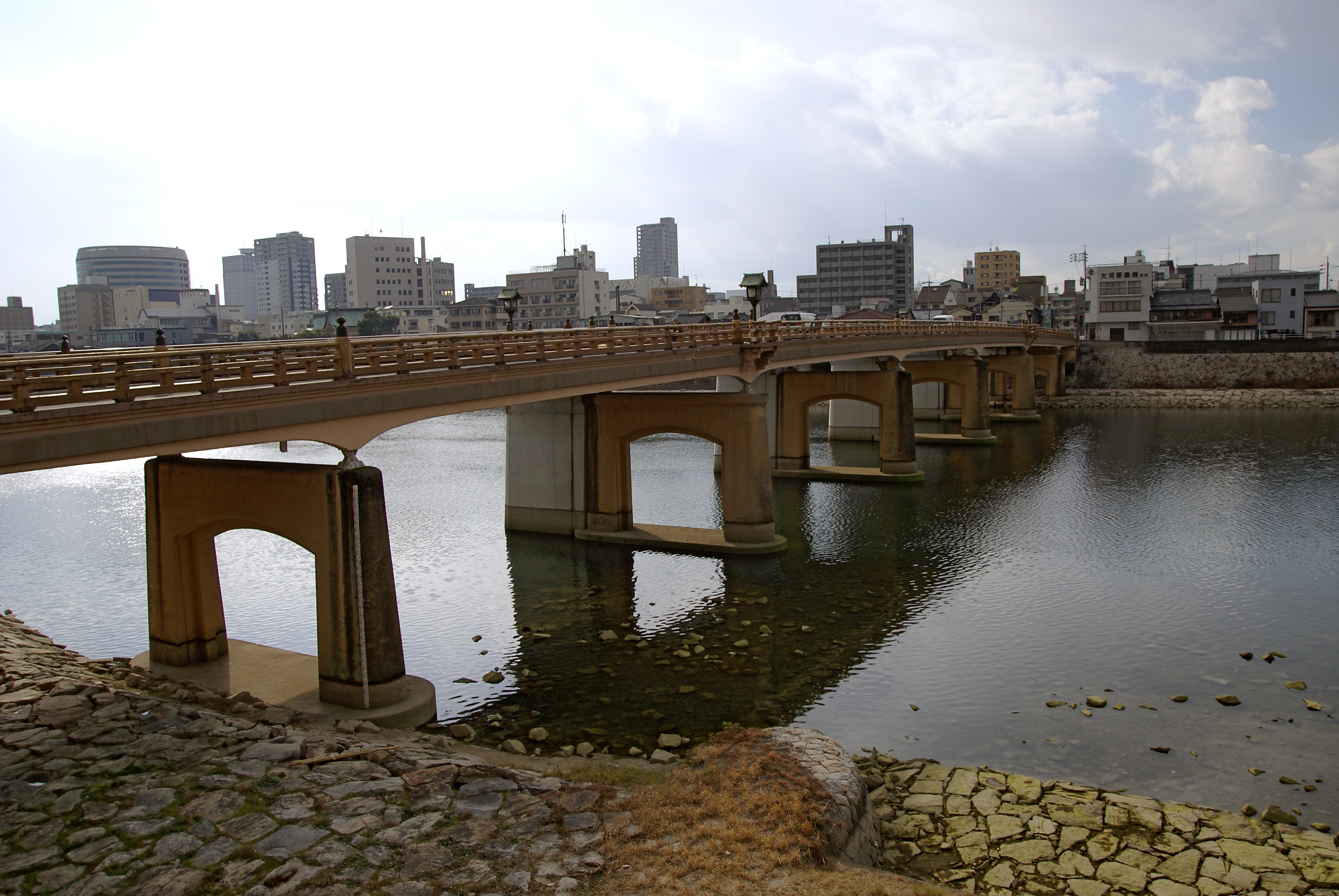
鶴見橋
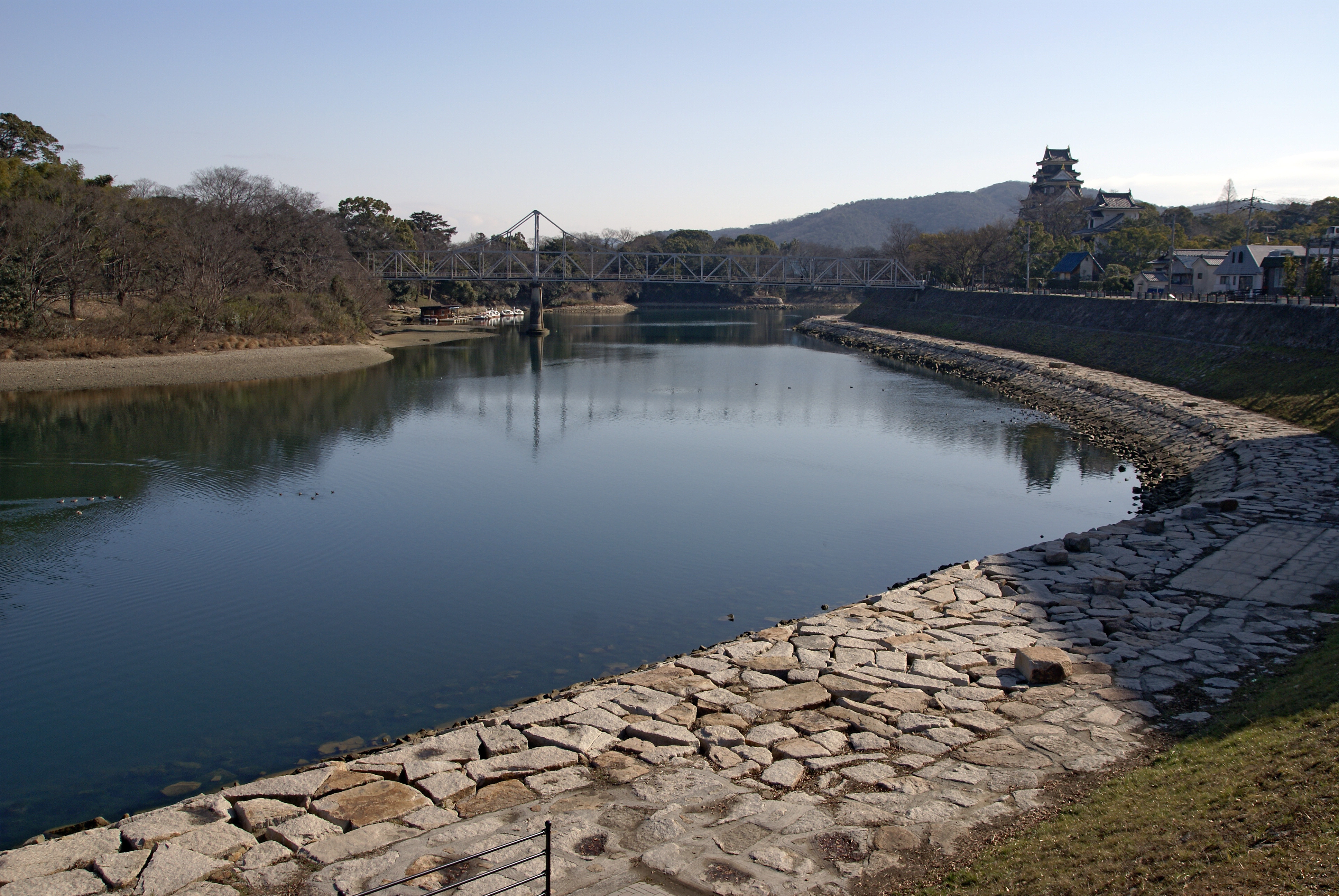
月見橋の下流より
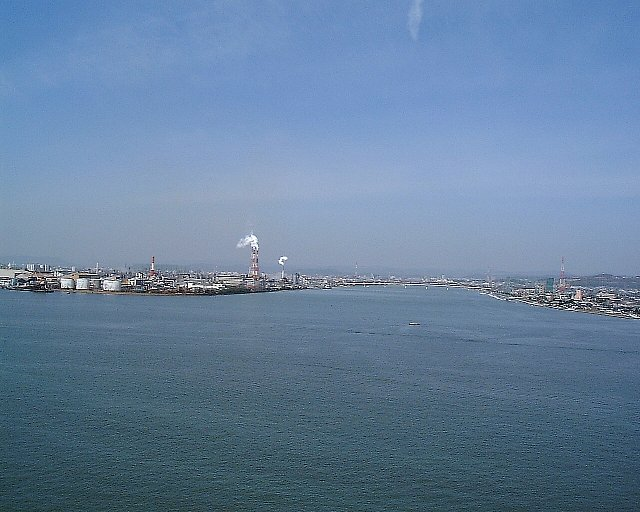
児島湾越しに河口（奥）を望む

## 旭川が舞台となった作品

### 音楽
- 黒川真一朗「旭川」
- 水田竜子[9]「そのわけは旭川」